# 그린 북 (영화)
《그린 북》(영어: Green Book)은 2018년 개봉한 미국의 코미디 드라마 영화이다. 피터 패럴리가 감독과 공동각본을 맡았으며, 영화명은 빅터 휴고 그린의 로드 트립 가이드북 The Negro Motorist Green Book에서 따 지어졌다.
2018 토론토 국제 영화제에서 전 세계 최초로 상영되었으며, 관객상을 수상한 작품이다. 제76회(2018) 골든 글로브상 뮤지컬코미디 작품상 수상작이다. 제91회 아카데미상 작품상, 각본상, 남우조연상 수상작이다.

## 줄거리
1962년 브롱크스에서 이탈리아계 미국인 경비원 토니 립(토니 립)은 코파카바나가 리노베이션을 위해 문을 닫는 동안 새로운 일자리를 찾고 있다. 그는 중서부와 최남부 지역을 순회하는 8주간의 콘서트 투어를 위해 운전사가 필요한 아프리카계 미국인 피아니스트 닥터 돈 셜리와의 인터뷰에 초대되었다. 돈은 그의 참고 자료의 강점으로 토니를 고용한다. 그들은 크리스마스 이브에 뉴욕으로 돌아갈 계획을 세운다. 돈의 레코드 레이블은 토니에게 더 니그로 모터리스트 그린북(The Negro Motorist Green Book)의 사본을 제공한다. 이 책은 아프리카계 미국인 여행자들이 짐 크로 사우스에서 서비스를 제공할 모텔, 레스토랑 및 주유소를 찾을 수 있도록 안내한다.
토니와 돈은 처음에 토니가 더 세련되게 행동하라는 요청을 받는 것이 불편함을 느끼고 거만한 돈은 토니의 습관에 불만을 느끼면서 충돌한다. 투어가 진행됨에 따라 토니는 피아노에 대한 돈의 재능에 깊은 인상을 받았으며 돈이 무대에 있지 않을 때 호스트와 일반 대중으로부터 받는 차별적인 대우에 점점 더 소름이 끼친다. 켄터키 주 루이빌에서 한 무리의 백인들이 돈을 구타하고 토니가 그를 구출하기 전에 술집에서 목숨을 위협한다. 그는 돈에게 나머지 투어 동안 그 없이는 외출하지 말라고 지시한다.
여행 내내 돈은 토니가 아내에게 감동적인 편지를 쓰는 것을 도와준다. 토니는 돈에게 자신의 소원해진 형제와 연락하도록 격려하지만 돈은 자신의 직업 생활과 업적으로 인해 고립된 것을 보고 주저한다. 돈은 나중에 수영장에서 백인과의 동성애 만남에서 발견되고 토니는 그의 체포를 막기 위해 경찰에게 뇌물을준다. 미시시피에서 두 사람은 해가 진 마을에서 밤늦게 경찰이 그들을 끌어내려 체포되고, 토니는 모욕을 당한 후 경찰 한 명을 때린다. 감옥에 있는 동안 돈은 변호사에게 전화를 걸고 대신 전화를 사용하여 주지사와 경찰관에게 두 사람을 석방하도록 압력을 가하는 로버트 F. 케네디 법무 장관에게 연락한다. 그들이 자유로워지고 도로로 돌아오면 돈은 토니의 불쾌한 행동에 대해 질책하고 인종 관계와 능력주의에 대해 열띤 논쟁을 벌인다. 두 사람은 결국 하룻밤 묵을 호텔을 찾아 화해한다.
앨라배마 주 버밍엄에서 돈의 마지막 공연이 있던 날 밤, 그는 공연을 위해 고용된 컨트리 클럽의 백인 전용 식당에 입장이 거부되었다. 토니는 주인을 위협하고 돈은 청중과 함께 방에서 그를 섬기기를 거부하기 때문에 게임을 거부한다. 토니와 돈은 공연장을 떠나 대신 돈이 피아노 밴드에 합류하는 블랙 블루스 클럽에서 저녁을 먹는다. 두 사람은 크리스마스 이브까지 집으로 돌아가기 위해 북쪽으로 향하지만 눈보라에 휩싸이다. 그런 다음 그들은 다시 한 번 경찰에 의해 끌려간다. 그들이 같은 대우를 받을까봐 걱정하고, 둘 다 경찰이 친근한 것으로 판명되고 타이어 중 하나가 펑크 난 것을 발견했기 때문에 그들을 세웠을 때 놀랐다. 그런 다음 경찰관은 그들이 타이어를 고치는 것을 돕고 그들은 집으로 돌아갈 수 있다. 토니는 돈을 가족과 함께 저녁 식사에 초대하지만 돈은 거절한다. 집에 혼자 앉아 있던 돈은 마음을 바꾸고 토니의 집으로 돌아와 토니의 대가족으로부터 놀랍도록 따뜻한 환영을 받는다.
최종 타이틀 카드는 돈과 토니의 실제 사진을 보여준다. 돈은 투어를 계속하고 음악을 만들었고 토니는 코파카바나(Copacabana)에서 작업을 계속했으며 2013년 몇 달이 떨어져 죽을 때까지 친구로 남아 있었다고 한다.

## 출연진
주연
- 비고 모텐슨 - 토니 발레롱가 역
- 마허샬라 알리 - 돈 셜리 박사 역

조연
- 린다 카델리니 - 돌로레스 역
- 세바스찬 매니스캘코 - 조니 역
- 디미터 D. 마리노프 - 올레그 역
- 마이크 해튼 - 조지 역
- 이크밸 테바 - 아미트 역
- 브라이언 스테파넥 - 그레이엄 킨델 역
- 조셉 코르테스 - 지오 로스쿠도 역

단역
- P. J. 번 - 음반회사 직원 역
- 돈 스타크 - 줄스 역

## 같이 보기
- 흑인운전자 그린북(영어판)